# Tantilla gracilis
Tantilla gracilis är en ormart som beskrevs av Baird och Girard 1853. Tantilla gracilis ingår i släktet Tantilla och familjen snokar.  Inga underarter finns listade i Catalogue of Life.
Denna orm förekommer i USA och Mexiko. Utbredningsområdets norra gräns ligger i Kansas, Missouri samt Illinois och den södra gränsen i Coahuila och Tamaulipas. Habitatet varierar mellan gräsmarker, savanner, buskskogar och skogar. Individerna gräver ibland i marken. Honor lägger ägg.
Några exemplar dödas av eldmyror. Populationen minskar lite men är fortfarande stor. IUCN kategoriserar arten globalt som livskraftig.